# Castello di caccia di Letzlingen

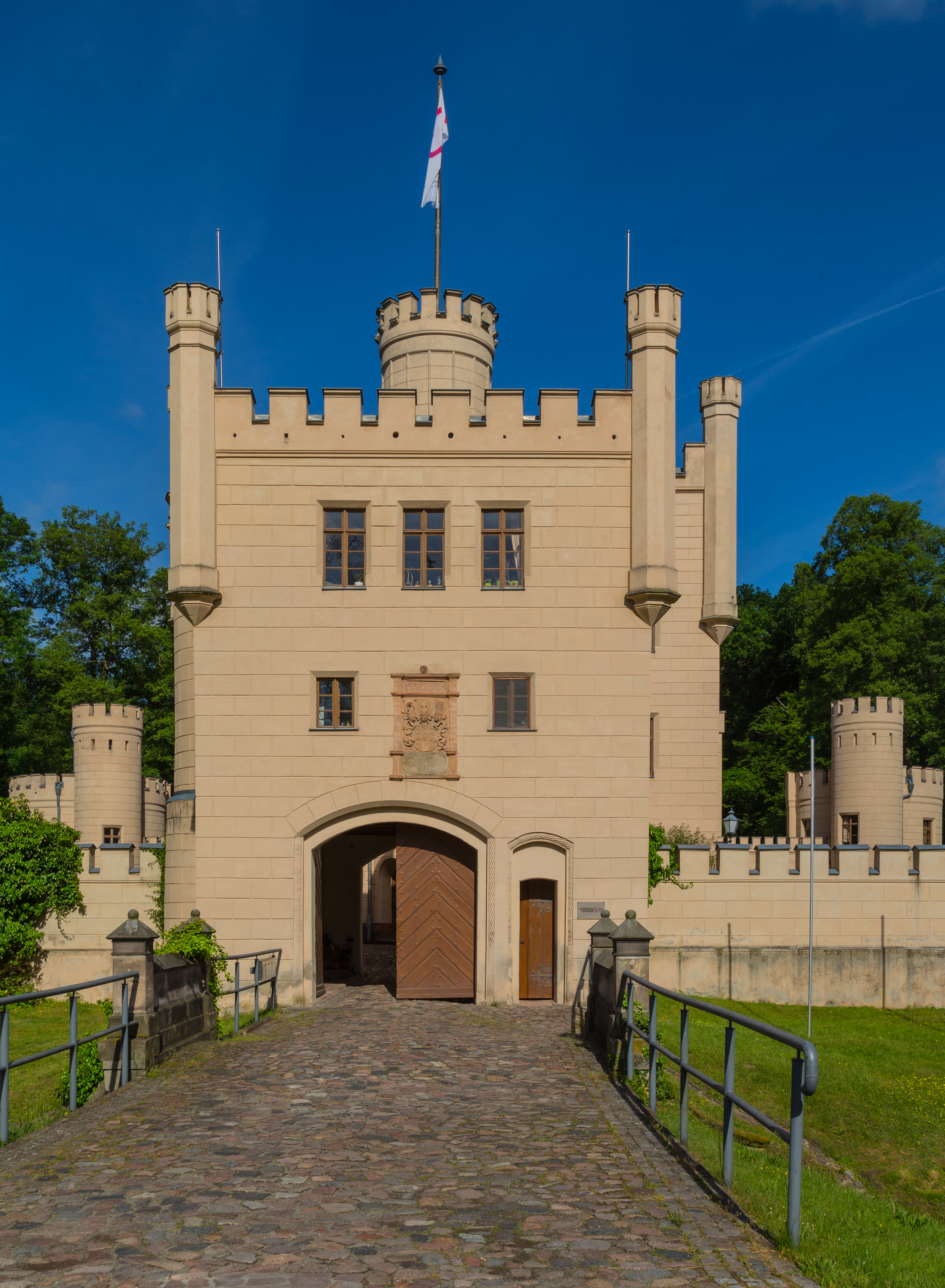
Ingresso del castello

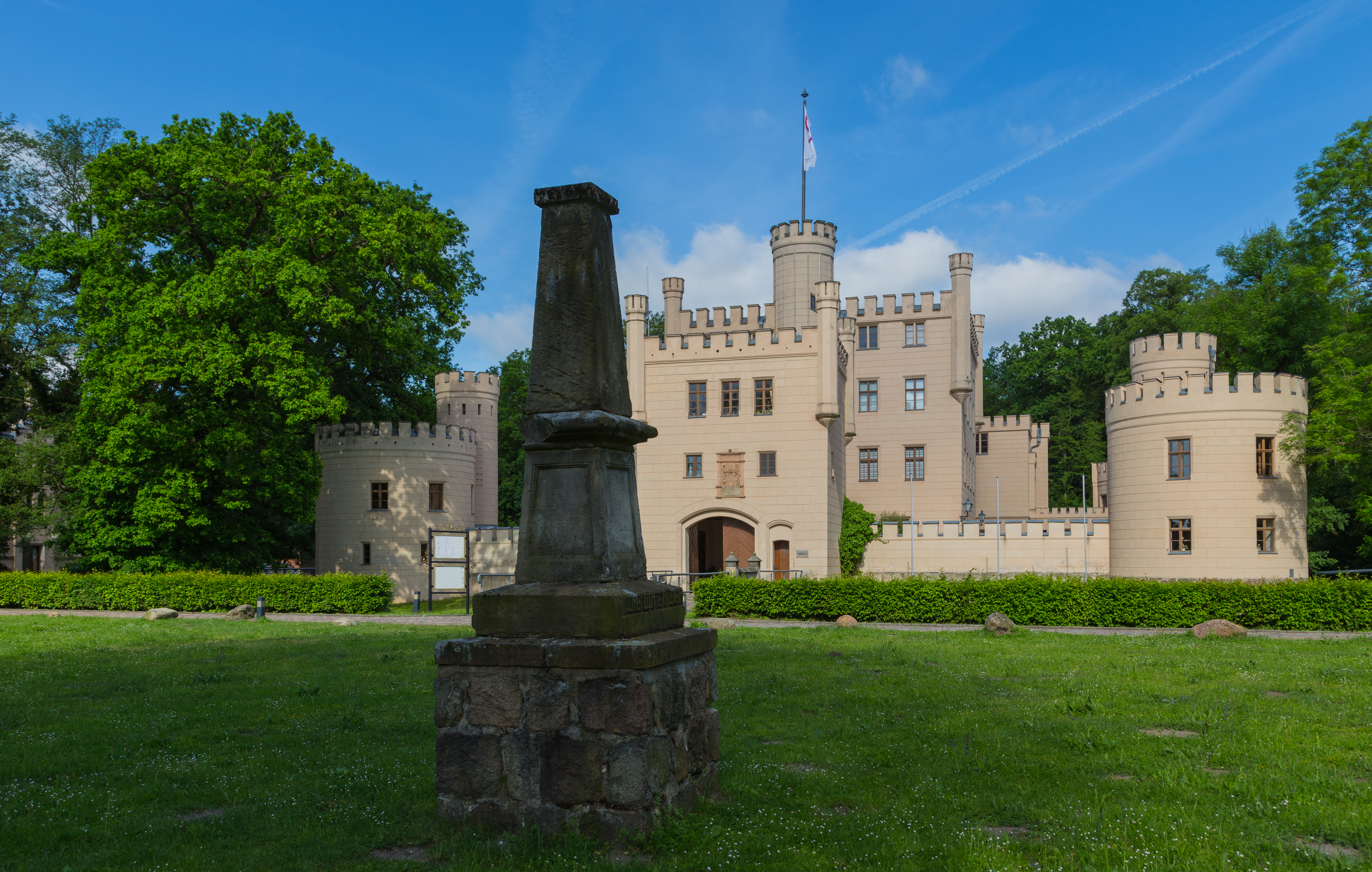
La facciata principale del castello

Il castello di caccia di Letzlingen (in tedesco Jagdschloss Letzlingen) è uno storico edificio in stile neogotico o gotico Tudor  della frazione tedesca di Letzlingen (comune di Gardelegen), nel Land Sassonia-Anhalt (Germania centro-orientale), costruito nella forma attuale nel 1843 per volere di Federico Guglielmo IV di Prussia sulle rovine di un edificio preessistente della metà del XVI secolo.

## Storia
L'edificio originario venne costruito tra il 1559 e il 1562 come residenza di caccia su progetto di Caspar Theiss e su incarico del principe elettore Johann Georg del Brandeburgo.  L'edificio, che era costituito da una cinta muraria con torri angolari ed era circondato da un fossato., venne chiamato da Johann Georg  "Hirschburg", ovvero "castello del cervo", data la passione di quest'ultimo per la natura.
In seguito, risiedette nell'edificio il figlio di Johann Georg, Joachim Friedrich. Successivamente, l'edificio cadde progressivamente in rovina, fino a quando, nel 1840 non venne scoperto durante un viaggio nell'Altmark da re Federico Guglielmo IV di Prussia. Quest'ultimo fece demolire l'edificio preesistente, facendovi costruitre al suo posto nel 1843 un nuovo edificio in stile neogotico o gotico Tudor.
Tra il 1843 e il 1912, nell'area attorno al castello, si tenevano della battute di caccia nella stagione autunnale chiamate "Letzlinger Hofjagden" ("battute di caccia di corte di Letzling"), alle quali parteciparono, oltre allo stesso Federico Guglielmo (scomparso nel 1861), l'imperatore Francesco Giuseppe I d'Austria e Otto von Bismarck.
Nel frattempo, tra il 1859 e il 1861, venne realizzata accanto al castello anche una chiesetta nello stesso stile dell'edificio principale.
Poco dopo il termine della prima guerra mondiale, nel 1922 il castello venne acquistato dallo Stato e utilizzato in seguito come istituto scolastico L'edificio venne poi requisito nel 1933 dal Reich e trasformato in una scuola nazista.
Tra la fine della seconda guerra mondiale e il 1991, anno in cui il castello di Letzlingen venne acquisito da una fondazione, l'edificio fu adibito ad ospedale.
A partire poi dal XXI secolo, il castello di Letzlingen è utilizzato come hotel e aperto al pubblico per mostre ed eventi privati. Nell'aprile 2016 la proprietà del castello di Letzlingen venne acquisita dalla catena Travdo Hotels che lo rilevò in seguito all'insovenza dei precedenti albergatori.

## Architettura
L'edificio è a forma quadrangolare ed è costituito da quattro piani.